# Truppenübungsplatz Griesheim

Vogelansicht, vor 1918

Der Truppenübungsplatz Griesheim war ein Militärgelände bei Griesheim. Das Areal lag bis 1937 in der Gemarkung der Stadt Griesheim und ging dann zur Stadt Darmstadt über. Das Gebiet umfasst heute unter anderem das Naturschutzgebiet „Ehemaliger August-Euler-Flugplatz“, Teile des Naturschutzgebietes „Griesheimer Düne und Eichwäldchen“ (Griesheimer Sand) und das Gebiet „Beckertanne“.

## Geschichte

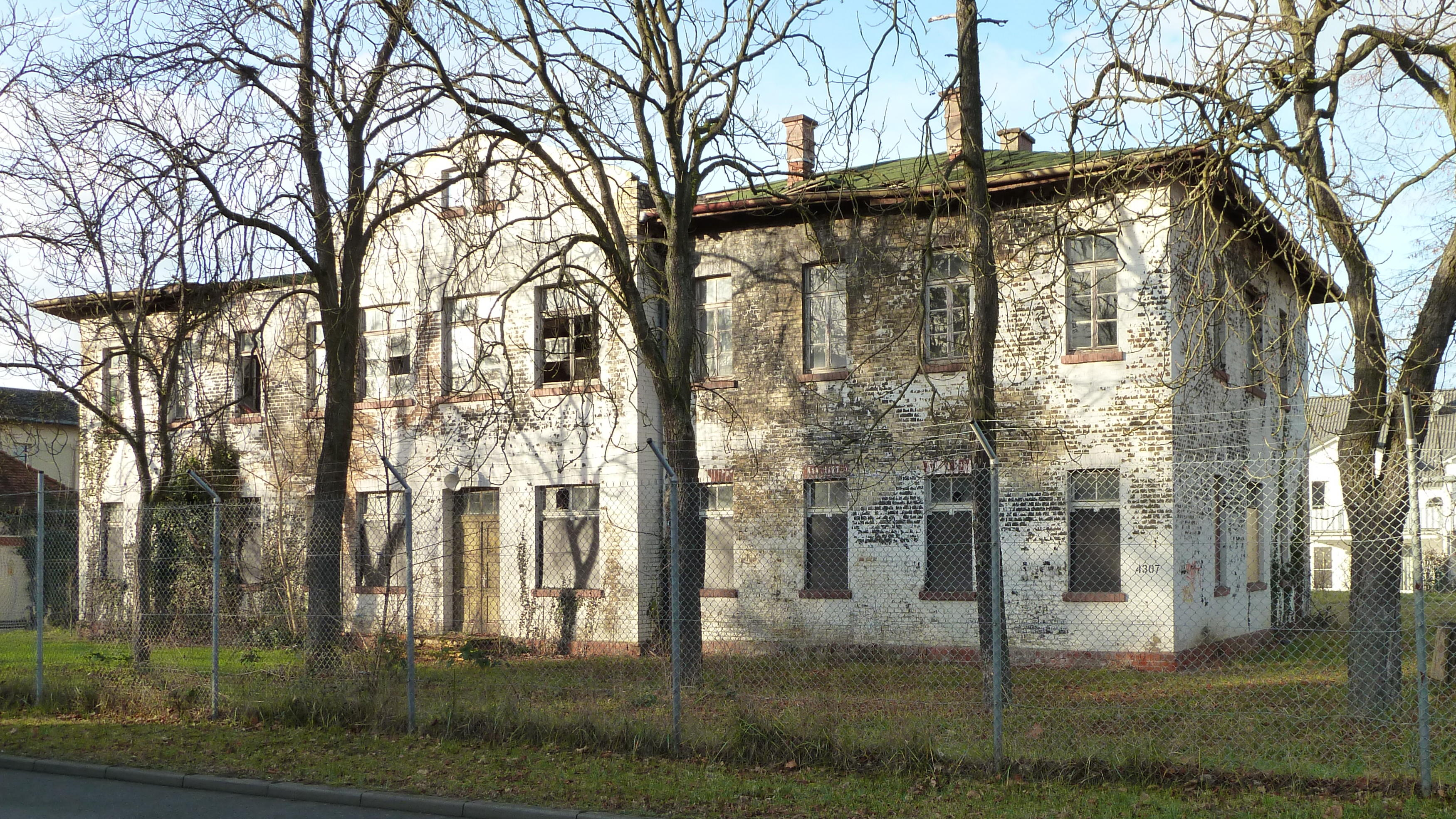
Ehemaliges Kasernengebäude

Erste Artillerieschießübungen im Griesheimer Sand durch hessische Regimenter sind für das Jahr 1864 belegt. Die Einheiten wurden 1866 dem Preußischen Heer unterstellt. 1867 folgten Schießübungen nach preußischem Muster.
Am 2. Januar 1874 verkaufte die Gemeinde Griesheim rund 380 ha des Sanddünengebietes an das Preußische Kriegsministerium zur Nutzung als Schießplatz für die 11. Artilleriebrigade. Durchschnittlich 20.000 Soldaten übten jährlich im Griesheimer Sand. Am 24. September 1877 besuchte Kaiser Wilhelm I. ein Manöver in Griesheim. Es entstanden im Norden des Platzes Stabs- und Offiziersgebäude, die heute teilweise noch erhalten sind, und als Mannschaftsunterkünfte weitläufige Wellblechbaracken, weshalb das Lager im Volksmund Wellblechhausen hieß.
Der Truppenübungsplatz vor den Toren Darmstadts, der damaligen Hauptstadt des Großherzogtums Hessen, war ab 1886 unter anderem auch mit der Darmstädter Dampf-Straßenbahn und einem Gleisanschluss für eine Versorgungsbahn erreichbar.
Nachdem August Euler im Oktober 1908 die älteste deutsche Flugmaschinenfabrik gegründet hatte, pachtete er für seine Flugversuche den Fuß-Exerzierplatz des Übungsgeländes und eröffnete Deutschlands ersten Flugplatz, den jetzigen August-Euler-Flugplatz.
Im Ersten Weltkrieg diente das Gelände unter anderem auch als Kriegsgefangenenlager für 15.000 Soldaten. Zwischen 1914 und 1918 starben in dem Lager 605 Kriegsgefangene, die auf dem Darmstädter Waldfriedhof bestattet wurden.
Im Dezember 1918 besetzte die französische Armee den Truppenübungsplatz und den Flughafen. Der Übungsplatz wurde bis 1930 von französischen Einheiten genutzt. Ab dem 1. Oktober 1937 wurde auf Weisung des hessischen Reichsstatthalters Jakob Sprenger das gesamte Übungsgelände, die heutige Siedlung Tann, die Waldgebiete östlich der Autobahn und im Süden bis fast zur Eschollbrücker Chaussee, insgesamt 800 ha, nach Darmstadt ausgemeindet.
Nach dem Zweiten Weltkrieg wurden zusammen mit dem Flugplatz 210 Hektar des Truppenübungsplatzes von der United States Army genutzt, zum großen Teil als Übungsgelände für die in Darmstadt stationierten Einheiten. Der Flugplatz wurde Stützpunkt einer Rettungshubschrauber-Staffel und bis 1992 von der US-Army genutzt.

## Naturschutzgebiet

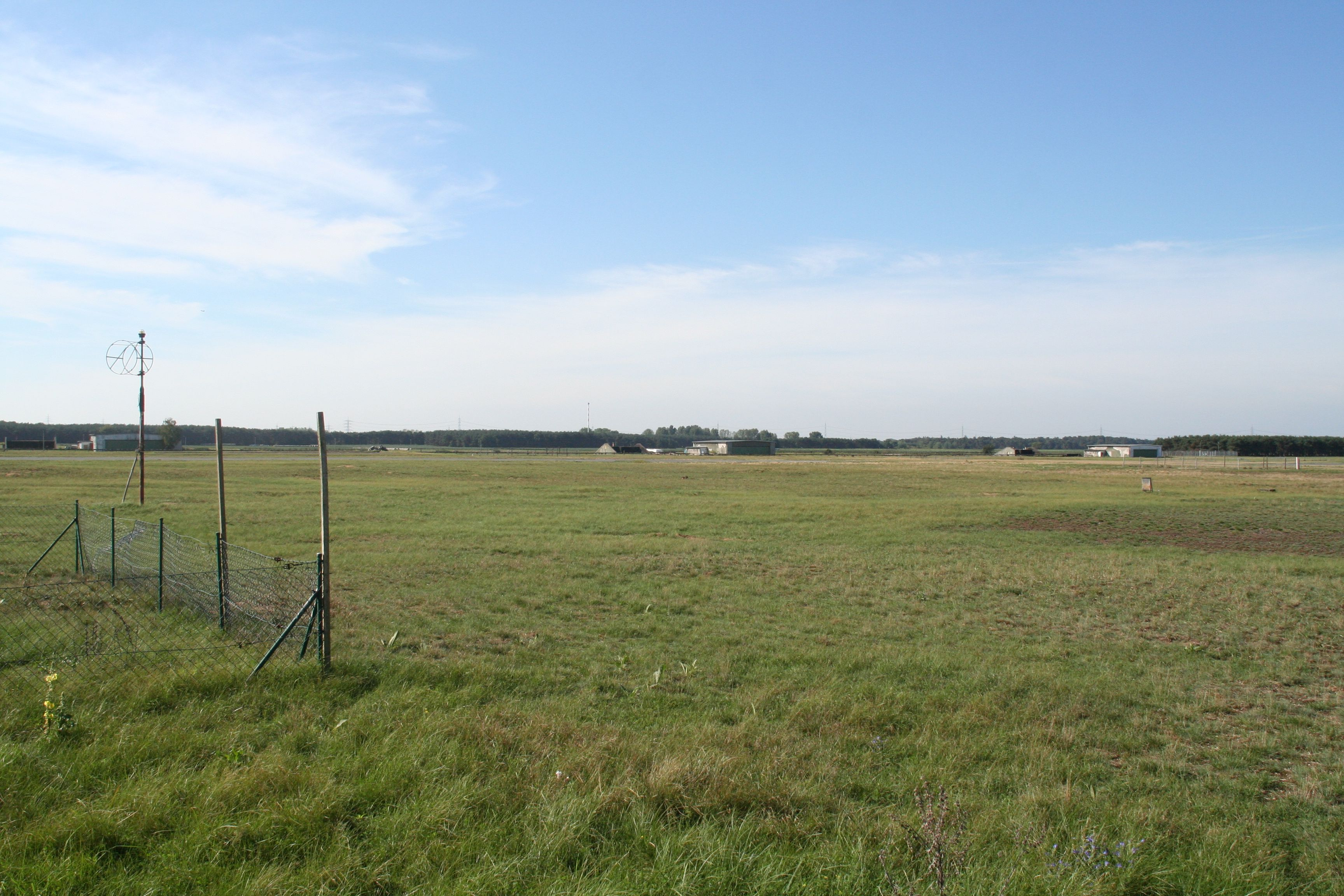
Flughafengelände August 2008, Blick Richtung Süden

Teile des ehemaligen Truppenübungsplatzes, ein großer Teil des August-Euler-Flugplatzes, das benachbarte Gebiet „Beckertanne“ (von altdeutsch Beck, „Bach“ und „Tanne“), welches als Übungsplatz Darmstadt sowohl von der United States Army (U.S. Army) als auch von der Bundeswehr genutzt wurde, sowie das angrenzende Naturschutzgebiet „Griesheimer Düne und Eichwäldchen“, bilden seit ungefähr 2000 ein von der Europäischen Union anerkanntes Fauna-Flora-Habitat. Eine bereichsweise Renaturierung ist erfolgt.
Das Gelände ist auch als Vogelschutzgebiet "Griesheimer Sand" ausgewiesen.

## Kommandeure des Truppenübungsplatzes
- Viktor von Randow (1913–1914)